# Phật giáo ở Trung Á

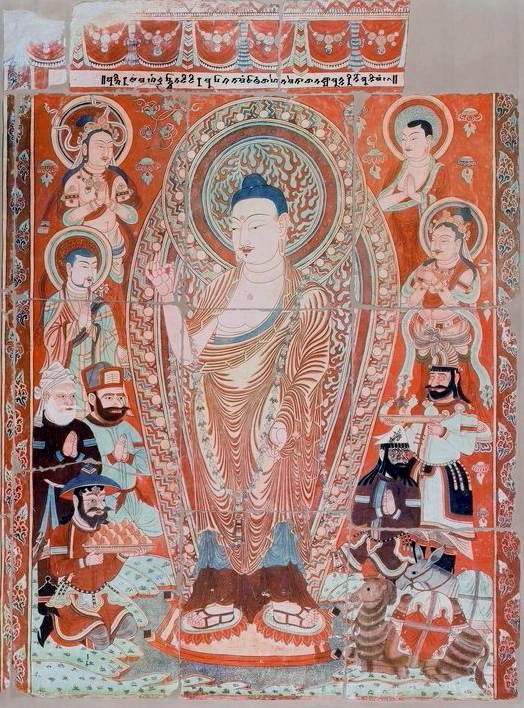
Cảnh Pranidhi, chùa 9 (Hang 20). Động Thiên Phật Bezeklik.

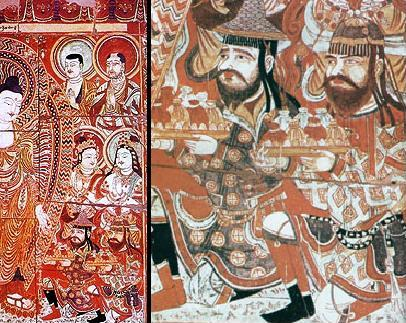
Thương nhân Sogdiana cúng dường cho Thích-ca Mâu-ni. Động Thiên Phật Bezeklik.

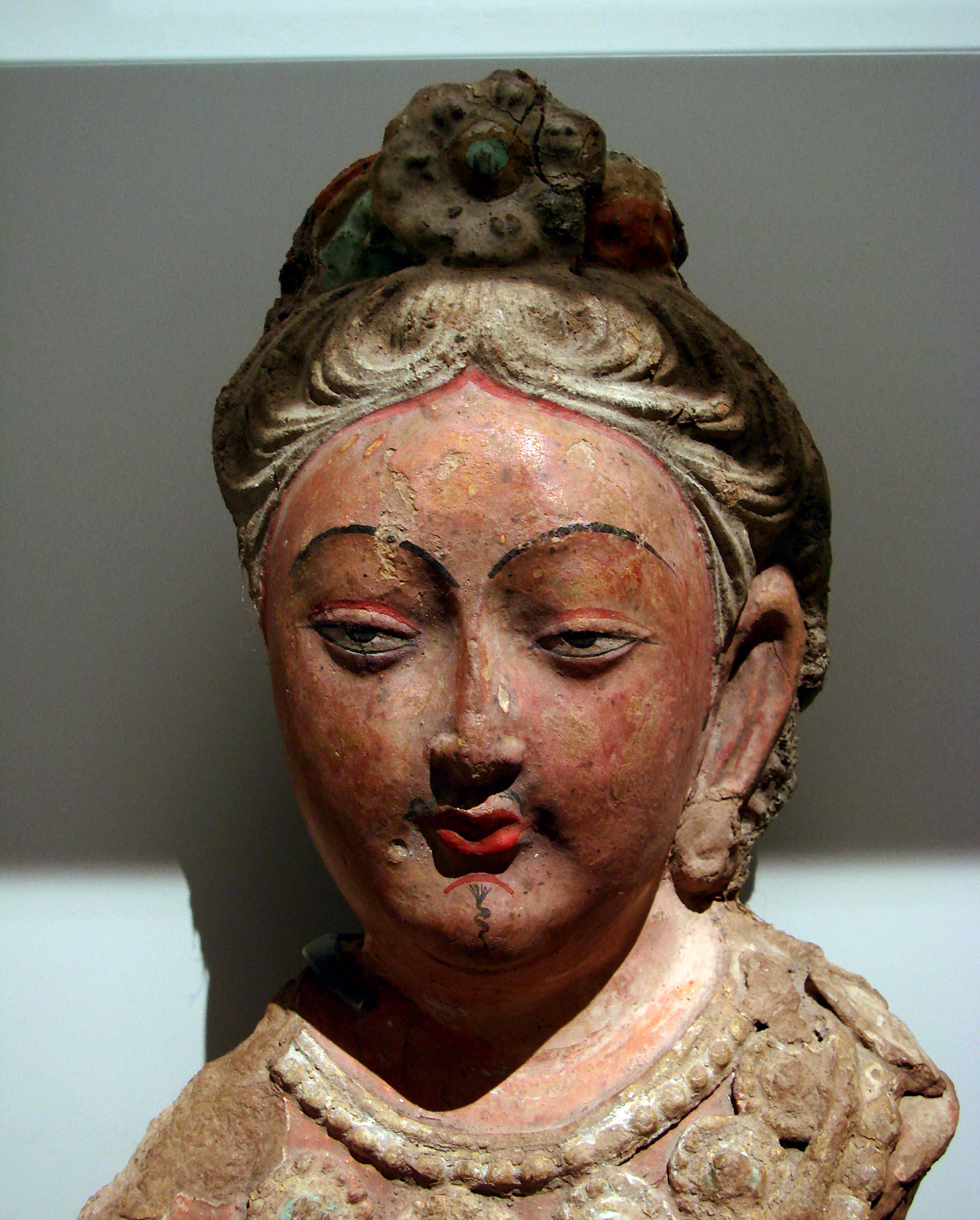
Tượng bán thân của một vị Bồ tát từ Kucha, thế kỷ thứ 6-7. Bảo tàng Guimet.

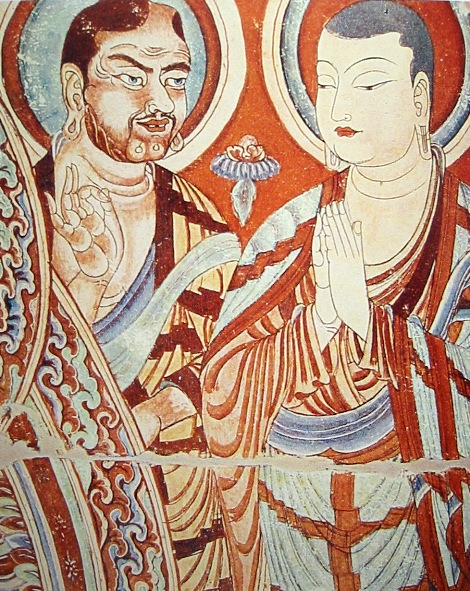
Nhà sư Trung Á mắt xanh đang giảng cho nhà sư Đông Á, Bezeklik, Turfan, phía đông lòng chảo Tarim, Trung Quốc, thế kỷ thứ 9; tu sĩ bên trái có thể là người Tochari, mặc dù nhiều khả năng là người Sogdiana.

Phật giáo ở Trung Á đề cập đến các hình thức Phật giáo (chủ yếu là Đại thừa) từng được lưu truyền ở Trung Á, đặc biệt thịnh hành trong lịch sử dọc theo Con đường tơ lụa. Lịch sử Phật giáo ở Trung Á có liên hệ mật thiết với con đường tơ lụa truyền bá Phật giáo trong thiên niên kỷ đầu tiên của Công nguyên.

## Lịch sử

### Các nhóm tu sĩ Phật giáo
Một số trường phái Phật giáo sơ kỳ đã phổ biến trong lịch sử ở khắp Trung Á. Một số học giả xác định ba giai đoạn chính khác biệt của các hoạt động truyền giáo được thấy trong lịch sử Phật giáo ở Trung Á, có liên quan đến các nhóm bộ phái sau (theo thứ tự thời gian):
1. Dharmaguptaka
2. Sarvāstivāda
3. Mūlasarvāstivāda

Nhóm Dharmaguptaka đã nỗ lực nhiều hơn bất kỳ bộ phái nào khác để truyền bá Phật giáo ra bên ngoài Ấn Độ, đến các khu vực như Afghanistan, Trung Á và Trung Quốc, và họ đã thành công rực rỡ trong việc này. Do đó, hầu hết các quốc gia tiếp nhận Phật giáo từ Trung Quốc, cũng đã tiếp nhận Luật tạng Dharmaguptaka và dòng truyền thừa cho bhikṣus và bhikṣuṇ. Theo AK Warder, theo một cách nào đó ở các quốc gia Đông Á đó, Dharmaguptaka có thể được coi là vẫn tồn tại cho đến ngày nay. Warder viết thêm: 
Các tăng nhân Dharmaguptaka là những người đầu tiên thành lập nhóm truyền bá Phật giáo vào Trung Á. Họ dường như đã thực hiện một cuộc di chuyển rộng lớn dọc theo các tuyến đường thương mại từ Aparānta về phía tây bắc vào Iran và đồng thời vào Oḍḍiyāna (thung lũng Suvastu, phía bắc của Gandhāra, trở thành một trong những trung tâm truyền giáo chính của họ). Sau khi thiết lập bàn đạp xa về phía tây Parthia, họ đi theo "Con đường tơ lụa", trục đông-tây của châu Á, về phía đông qua Trung Á và vào Trung Quốc, nơi họ truyền bá Phật giáo một cách hiệu quả trong thế kỷ thứ hai và thế kỷ thứ ba sau Công nguyên. Các  nhóm Mahīśāsaka và Kāśyapīya dường như đã theo họ qua châu Á vào Trung Quốc. [...] Đối với thời kỳ đầu của Phật giáo Trung Quốc, Dharmaguptaka là trường phái chính và có ảnh hưởng nhất, và thậm chí sau này Vinaya của họ vẫn là cơ sở của giới luật ở đó.

Vào thế kỷ thứ 7 CN, Nghĩa Tịnh đã xếp các nhóm Mahīśāsaka, Dharmaguptaka và Kāśyapīya lại với nhau thành các phân phái của Sarvāstivāda, và tuyên bố rằng ba phân phái này không phổ biến ở "năm vùng của Ấn Độ", nhưng nằm ở một số vùng của Oḍḍiyāna, Khotan, và Kucha.

### Phật giáo Hy Lạp hóa

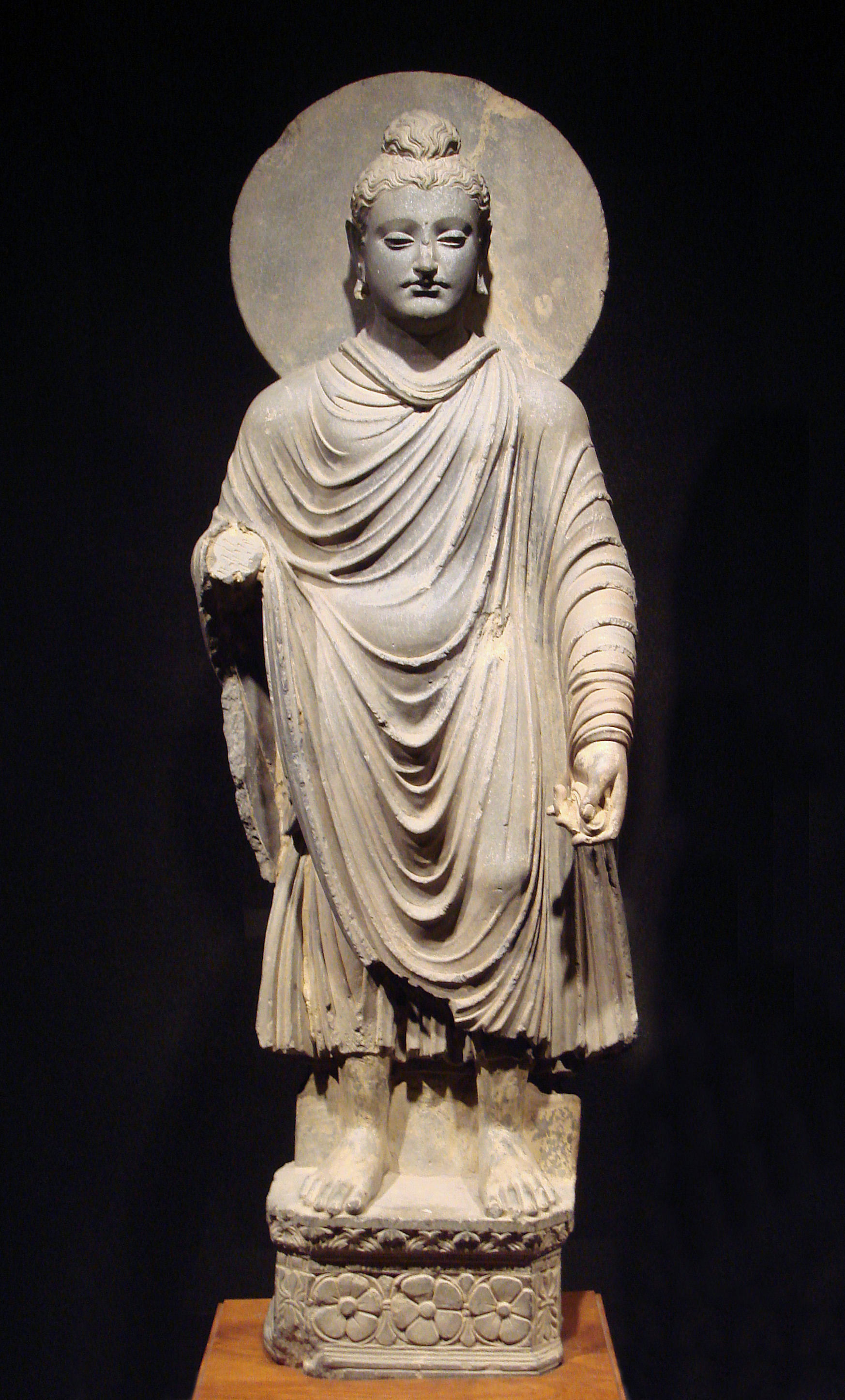
Một trong những hình tượng đầu tiên của Đức Phật, thế kỷ thứ 1 đến thế kỷ thứ 2 sau Công nguyên, Gandhara: Tượng Phật đứng (Bảo tàng Quốc gia Tokyo).

Phật giáo ở Trung Á bắt đầu với sự dung hợp giữa triết học Hy Lạp cổ đại phương Tây và Phật giáo Ấn Độ ở các vương quốc Hy Lạp kế thừa đế chế của Alexandros Đại đế (Vương quốc Hy Lạp-Bactria 250 TCN-125 TCN và Vương quốc Ấn-Hy Lạp 180 TCN - 10 CE), kéo dài qua Afghanistan, Uzbekistan và Tajikistan hiện đại. Đế chế Kushan sau này sẽ áp dụng bảng chữ cái Hy Lạp (ngôn ngữ Bactria), các loại hình nghệ thuật và tiền đúc Phật giáo Hy Lạp hóa, và tôn giáo Phật giáo Hy Lạp hóa của các vương quốc Hy Lạp này.
Những hình tượng nhân hóa đầu tiên của chính Đức Phật thường được coi là kết quả của sự tương tác giữa Hy Lạp và Phật giáo. Trước sự đổi mới này, nghệ thuật Phật giáo là loài hình phi thánh tượng (aniconic): Đức Phật chỉ được thể hiện thông qua các biểu tượng của Ngài (một chiếc ngai vàng trống rỗng, cây bồ đề, dấu chân của Đức Phật, Pháp luân). Sự miễn cưỡng đối với các hình tượng nhân hóa của Đức Phật, và sự phát triển phức tạp của các biểu tượng mang tính tượng trưng để tránh nó (ngay cả trong các cảnh tường thuật nơi các nhân vật khác sẽ xuất hiện), dường như có liên quan đến một trong những câu nói của Đức Phật, được tường thuật trong Trường Bộ kinh, rằng không khuyến khích các đại diện của chính mình sau khi cơ thể của mình được hóa.
Có lẽ không cảm thấy bị ràng buộc bởi những hạn chế này, và vì "sự sùng bái hình thức của họ, người Hy Lạp là những người đầu tiên cố gắng thể hiện một tác phẩm điêu khắc về Đức Phật". Ở Ấn Độ, việc người Hy Lạp tạo ra một vị thần chung duy nhất bằng cách kết hợp hình ảnh của một vị Thần-Vua Hy Lạp hóa là điều tự nhiên (Thần Mặt trời Apollo, hoặc có thể là người sáng lập được phong thần của Vương quốc Ấn-Hy Lạp, Demetrius), với các thuộc tính truyền thống của Đức Phật.
Nhiều yếu tố phong cách trong những hình tượng đầu tiên về Đức Phật này chỉ ra ảnh hưởng của Hy Lạp: himation Hy Lạp (một chiếc áo choàng lượn sóng giống như toga nhẹ che cả hai vai: các nhân vật Phật giáo luôn được thể hiện bằng một chiếc khố dhoti trước sự đổi mới này), vầng hào quang, tư thế đối lập của các tượng đứng thẳng (xem: Tượng Phật đứng Gandhara thế kỷ 1 – 2 và ), kiểu tóc xoăn Địa Trung Hải cách điệu và búi cao dường như bắt nguồn từ phong cách của Belvedere Apollo (330 TrCN),  và chất lượng đo được của các khuôn mặt, tất cả đều được thể hiện với chủ nghĩa hiện thực nghệ thuật mạnh mẽ. Một số tượng Phật đứng (giống trong ảnh) được điêu khắc bằng kỹ thuật đặc biệt của Hy Lạp để tạo ra bàn tay và đôi khi là bàn chân bằng đá cẩm thạch để tăng hiệu ứng chân thực, và phần còn lại của cơ thể bằng chất liệu khác. Foucher đặc biệt coi các tượng Phật đứng tự do thời Hy Lạp là "đẹp nhất và có lẽ là cổ xưa nhất trong số các tượng Phật", gán chúng vào thế kỷ 1 trước Công nguyên, và biến chúng thành điểm khởi đầu của các hình tượng nhân hóa về Đức Phật.

### Đế chế Kushan
Vào đầu triều đại Kushan (khoảng năm 30 sau Công nguyên), nhiều hệ thống tôn giáo khác nhau đã lan rộng ở Trung Á. Chúng bao gồm giáo phái Anahit (bắt nguồn từ Armenia); Hỏa giáo, bao gồm các giáo phái Mithra /Mitra, Ormuzd, Verethragna và (đặc biệt là ở Khorezm và Sogdiana) Siyâvash; cũng như tục thờ thần Hy Lạp, bao gồm cả Zeus, và Helios.
Theo sử liệu Trung Quốc, Phật giáo truyền đến Trung Quốc vào năm 147 từ người Kushan (vốn được gọi là Đại Nguyệt Chi trong lịch sử Trung Quốc) và ảnh hưởng của các nhà truyền giáo Kushan đã dẫn đến việc Phật giáo được coi là tôn giáo chính thức dưới thời Hán Hoàn Đế.
Vào giữa thế kỷ thứ 2, đế chế Kushan dưới thời Kanishka I đã mở rộng sang Trung Á và tiến xa đến mức nắm quyền kiểm soát Kashgar, Khotan và Yarkand, ở lòng chảo Tarim, Tân Cương hiện đại. Kết quả là cuộc trao đổi văn hóa đã tăng lên rất nhiều, và các nhà truyền giáo Phật giáo Trung Á đã hoạt động tích cực ngay sau đó tại các kinh đô Lạc Dương và đôi khi là Nam Kinh của Trung Quốc, nơi họ đặc biệt nổi bật nhờ công việc dịch thuật của mình. Họ quảng bá cả kinh điển Nguyên thủy và Đại thừa.
Những người theo Phật giáo đã bị trục xuất khỏi Iran vào thế kỷ thứ 2 và thứ 3 và tìm thấy sự hỗ trợ ở Trung Á, nơi Phật giáo được thực hành rộng rãi.
Trong các cuộc khai quật khảo cổ hiện đại ở Khorezm (bao gồm Bazaar-Kala, Gyaur-Kala, Gyaz-Kala), Sogd (Tali-barzu, Zohak-i-Maron, Er-Kurgan và những nơi khác) và Old Termez, người ta đã tìm thấy nhiều khu định cư và thành trì có niên đại từ thời Kushan. Tuy nhiên, số lượng lớn nhất các dấu vết của văn hóa Phật giáo trong thời kỳ Kushan đã được tìm thấy ở Takhar trước đây là Tukhara hoặc Tokharistan, thuộc Afghanistan hiện đại.

### Khotan
Vương quốc Khotan cổ đại là một trong những quốc gia Phật giáo sớm nhất trên thế giới và là cầu nối văn hóa qua đó văn hóa và kiến thức Phật giáo được truyền từ Ấn Độ sang Trung Quốc. Thủ đô của nó nằm ở phía tây của thành phố Hotan hiện đại. Cư dân của Vương quốc Khotan, giống như cư dân của Kashgar và Yarkand thời kỳ đầu, nói tiếng Saka của Iran.
Nhiều bằng chứng sẵn có đã chỉ ra rằng các sứ mệnh Phật giáo đầu tiên đến Khotan được thực hiện bởi phái Dharmaguptaka.
Đến thế kỷ thứ 3 CN, có vẻ như một số văn bản Đại thừa đã được biết đến ở Khotan, theo ghi chép của Châu Sĩ Hành (朱士行):
Vào năm 260, tăng nhân Trung Quốc Châu Sĩ Hành đã đến Khotan trong nỗ lực tìm kiếm kinh văn nguyên gốc tiếng Phạn, ông đã thành công trong việc tìm ra bản Phạn ngữ Prajñāpāramitā trong 25.000 câu thơ, và cố gắng gửi nó đến Trung Quốc. Tuy nhiên, ở Khotan, có rất nhiều nhà sư Hinayana đã cố gắng ngăn cản việc này vì họ coi các kinh văn đó là không chính thống. Cuối cùng, Châu Sĩ Hành ở lại Khotan, nhưng đã gửi kinh sách đến Lạc Dương, nơi nó được dịch bởi một nhà sư Khotan tên là Mokṣala. Năm 296, nhà sư người Khotan Gītamitra đến Trường An với một bản sao khác của cùng một bản kinh văn.

Khi Pháp Hiển du hành qua Khotan, ông ghi lại rằng mọi người ở đó đều theo đạo Phật. Theo lời kể của ông, có 14 tu viện chính, và ông ở tại ngôi chùa quan trọng nhất trong số này, tu viện Gomatī, nơi ở của 3.000 tu sĩ Đại thừa. Sau đó, khi Huyền Trang du hành qua Khotan vào thế kỷ thứ 7, ông đã viết rằng nhà vua đã đích thân ra đón ông ở biên giới Khotan. Ông được hộ tống đến kinh đô, và lưu trú tại một tu viện của phái Sarvāstivāda. Huyền Trang ghi lại rằng có khoảng 100 tu viện ở Khotan, nơi ở của tổng cộng 5.000 tu sĩ nghiên cứu Đại thừa. 
Một bản viết tay bằng tiếng Tây Tạng có tên là Biên niên sử tôn giáo của Khotan đã được tìm thấy tại Đôn Hoàng và có thể có niên đại vào khoảng thế kỷ thứ 8 sau Công nguyên. Nó mô tả sự xuất hiện ban đầu của Phật giáo ở Khotan, các nguyên tắc chính của Thanh văn thừa và Đại thừa, mặc dù Đại thừa được ưu tiên hơn.
Sau thời Đường, Khotan thành lập một liên minh với những người cai trị Đôn Hoàng. Khotan có mối quan hệ chặt chẽ với trung tâm Phật giáo tại Đôn Hoàng: hoàng gia Khotan kết hôn với giới tinh hoa Đôn Hoàng, đã đến thăm và bảo trợ khu phức hợp đền thờ Phật giáo của Đôn Hoàng, đồng thời quyên góp tiền để vẽ chân dung của họ trên các bức tường của hang Mạc Cao. Trong suốt thế kỷ thứ 10, các bức chân dung hoàng gia Khotan được vẽ cùng với số lượng ngày càng tăng của các vị thần trong các hang động.
Triều đại bản địa của Khotan (tất cả đều có tên hoàng gia có nguồn gốc từ Ấn Độ) cai quản một thành bang Phật giáo nhiệt thành, với khoảng 400 ngôi chùa vào cuối thế kỷ thứ 9 và đầu thế kỷ thứ 10—gấp bốn lần con số được Huyền Trang ghi lại vào khoảng năm 630. Vương quốc Phật giáo độc lập nhưng liên tục nằm dưới sự kiểm soát của Trung Quốc trong thời nhà Hán và nhà Đường.

### Thiện Thiện

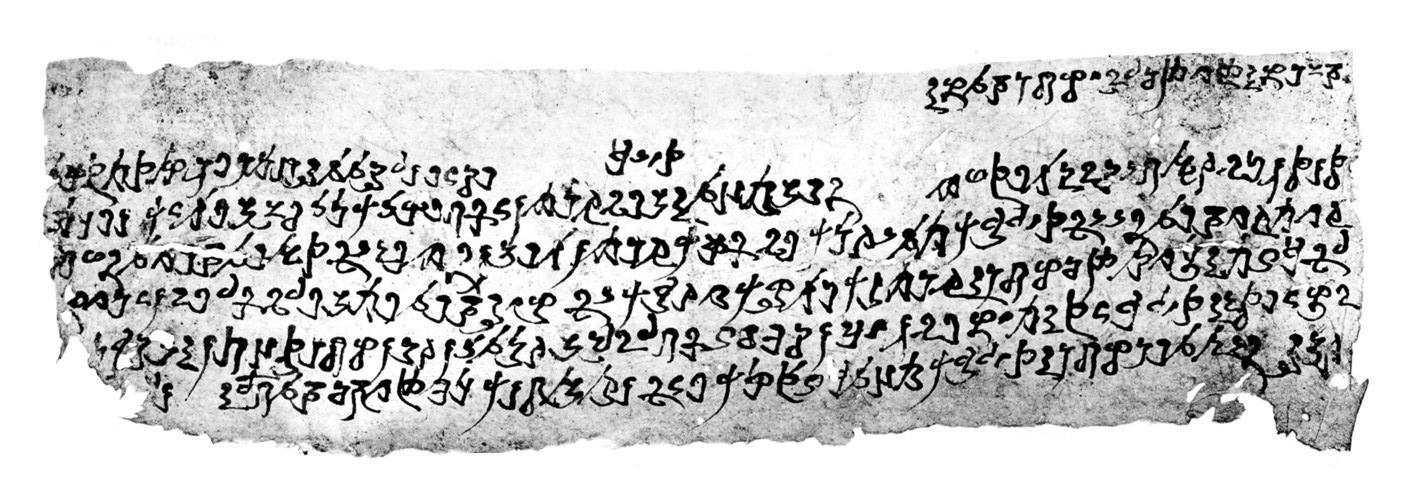
Bản thảo Kharoṣṭhī từ Thiện Thiện.

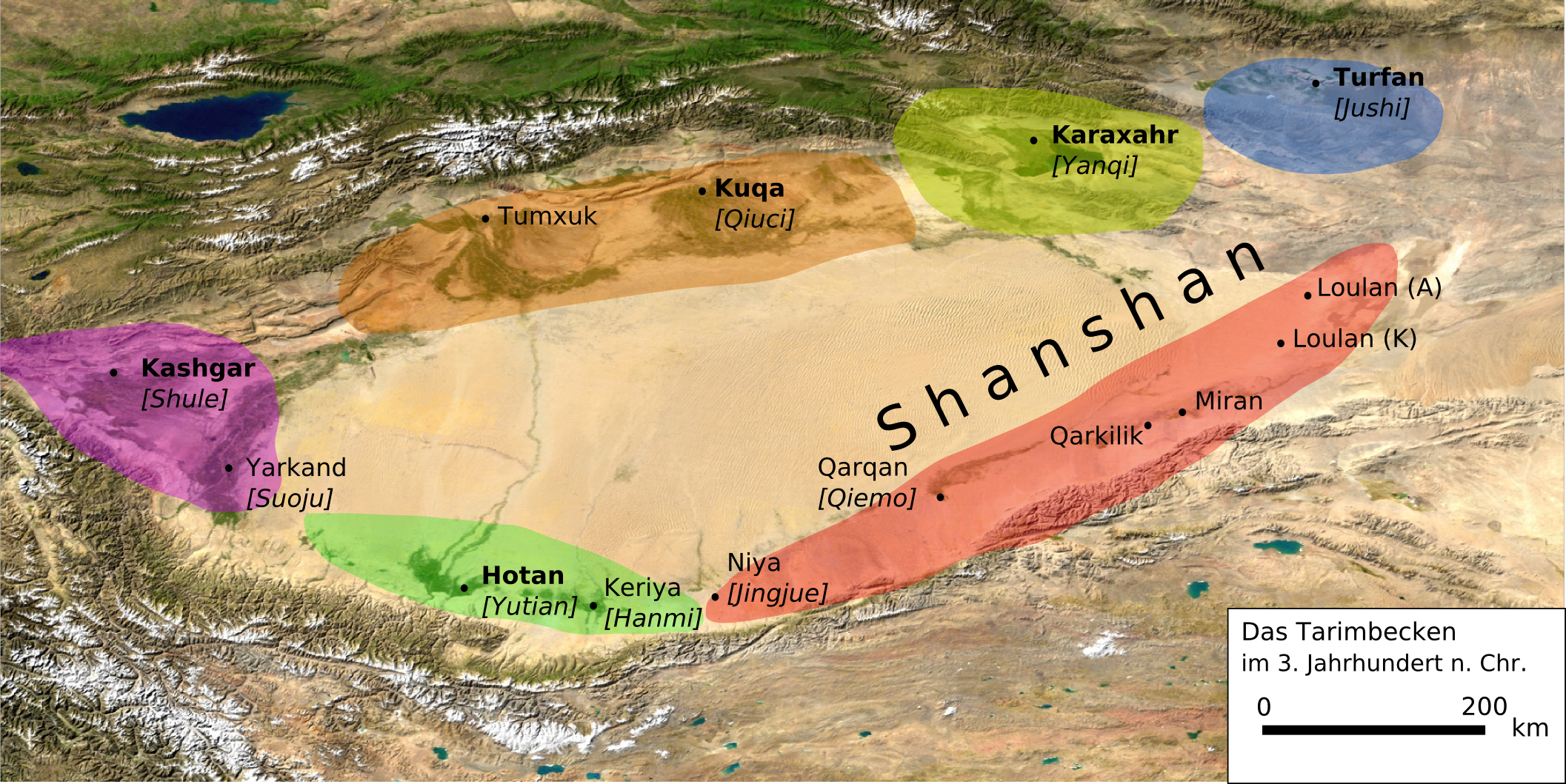
Lòng chảo Tarim vào thế kỷ thứ 3

Phật giáo được biết là thịnh hành ở vương quốc Thiện Thiện. Một dòng chữ khắc bằng chữ Kharoṣṭhī đã được tìm thấy tại Endere, ban đầu được viết vào khoảng giữa thế kỷ thứ 3. Bản khắc mô tả vua Thiện Thiện là một tín đồ của Phật giáo Đại thừa. Vị vua được đề cập đến có lẽ là Aṃgoka, vị vua hùng mạnh nhất của Thiện Thiện. Theo Richard Salomon, có mọi lý do để tin rằng Phật giáo Đại thừa nổi bật ở Thiện Thiện vào thời điểm này và được sự bảo trợ của hoàng gia.
Nhiều bằng chứng hơn về việc chính thức áp dụng Phật giáo Đại thừa ở Thiện Thiện được tìm thấy trong một bức thư khắc trên gỗ có niên đại vài thập kỷ sau đó.

### Phật giáo Iran
Các bộ phận của Vương quốc Phật giáo Ấn-Hy Lạp (180 TrCN - 10) và quốc gia kế thừa nó, Đế quốc Kushan theo Phật giáo (30 - 375), đặc biệt là Balkh, đã và vẫn còn, nói tiếng Iran. Tu viện Phật giáo nổi tiếng ở Balkh, được gọi là Nava Vihara ("Tu viện mới"), đóng vai trò là trung tâm nghiên cứu Phật giáo Trung Á trong nhiều thế kỷ. Ngay sau khi triều đại Ba Tư Sassanian rơi vào tay người Hồi giáo (651), Balkh nằm dưới sự cai trị của người Hồi giáo (663), nhưng tu viện vẫn tiếp tục hoạt động trong ít nhất một thế kỷ nữa. Năm 715, sau khi một cuộc nổi dậy ở Balkh bị Vương quốc Abbasid nghiền nát, nhiều tu sĩ Phật giáo Ba Tư chạy trốn về phía đông dọc theo Con đường tơ lụa đến Vương quốc Phật giáo Khotan, nơi nói một ngôn ngữ Đông Iran có liên quan, và tiến vào Trung Quốc. Abū Rayḥān al-Bīrūnī, một học giả và nhà văn người Ba Tư phục vụ cho người Ghaznavid, đã ghi nhận rằng vào khoảng đầu thế kỷ thứ 10, các tu viện ở Bactria, bao gồm cả Nava Vihāra, vẫn hoạt động và được trang trí bằng những bức bích họa của Đức Phật.
Một số nhà sư Phật giáo Iran, bao gồm An Thế Cao và Bồ-đề-đạt-ma, đã đóng vai trò quan trọng trong việc truyền bá Phật giáo trên Con đường Tơ lụa và giới thiệu Phật giáo ở Trung Quốc. An Thế Cao là dịch giả sớm nhất được biết đến dịch các kinh văn Phật giáo Ấn Độ sang chữ Hán. Theo truyền thuyết, ông là một hoàng tử của Parthia, nhưng đã từ bỏ ngôi vị của mình để phục vụ như một nhà sư truyền giáo ở Trung Quốc. Bồ-đề-đạt-ma, người sáng lập Thiền tông và là người khởi xướng huyền thoại về việc rèn luyện thể chất của các nhà sư Thiếu Lâm dẫn đến việc tạo ra Thiếu Lâm Kung Fu, được mô tả là một nhà sư Phật giáo gốc Iran trong tài liệu đầu tiên của Trung Quốc về ông (Yan Xuan-Zhi, 547 CN). Xuyên suốt qua nghệ thuật Phật giáo, Bồ-đề-đạt-ma được miêu tả dưới hình tượng người Hồ râu rậm và mắt xanh to (碧眼胡, Bích nhãn hồ) trong các kinh điển Thiền tông Trung Quốc. 
Nhiều tài liệu về Phật giáo trong văn học Ba Tư thời kỳ này cũng cung cấp bằng chứng về sự tiếp xúc văn hóa Hồi giáo-Phật giáo. Thơ ca Ba Tư thường sử dụng ví dụ về các cung điện rằng chúng "đẹp như Nowbahar [Nava Vihāra]." Hơn nữa, tại Nava Vihāra và Bamyan, tượng Phật, đặc biệt là tượng Di-lặc, vị Phật tương lai, có 'đĩa mặt trăng' hoặc vầng hào quang được thể hiện phía sau hoặc xung quanh đầu của họ. Do đó, các bài thơ Ba Tư thế kỷ 11, chẳng hạn như Varqe và Golshah của Ayyuqi, sử dụng từ budh với ý nghĩa tích cực cho "Đức Phật", chứ không phải với ý nghĩa xúc phạm thứ hai là "ngẫu tượng". Những tài liệu như vậy chỉ ra rằng các tu viện và hình ảnh Phật giáo đã có mặt trong các vùng văn hóa Iran này ít nhất là qua thời kỳ đầu của người Mông Cổ vào thế kỷ 13 hoặc ít nhất là một di sản Phật giáo đã tồn tại trong nhiều thế kỷ giữa những người gốc đạo Phật cải theo đạo Hồi.

### Lịch sử về sau
Các vị vua ngoại đạo, chẳng hạn như Altan Khan, đã mời các đại sư Phật giáo đến vương quốc của họ và tuyên bố Phật giáo là tín ngưỡng chính thức của vùng lãnh thổ nhằm giúp thống nhất người dân và củng cố quyền cai trị của họ. Trong quá trình này, họ có thể đã cấm một số thực hành nhất định của các tôn giáo bản địa, không theo đạo Phật và thậm chí còn bức hại những người theo họ, nhưng những động thái mạnh tay này chủ yếu có động cơ chính trị.
Phật giáo ở Uzbekistan hiện được thực hành bởi 0,2% dân số. Ngôi chùa Phật giáo duy nhất còn hoạt động ở Uzbekistan được gọi là “Jaeunsa” (“Từ Bi”), thuộc về tông Tào Hoát của Phật giáo Hàn Quốc và nằm ở ngoại ô Tashkent.
Phật giáo ở Kazakhstan hiện nay bao gồm các Phật tử Hàn Quốc theo Phật giáo Won. Ngoài ra còn có những Phật tử với nhiều sắc tộc khác nhau tự coi mình là đệ tử của Đức Đạt-lai Lạt-ma hay Lạt-ma Namkhai Norbu, và những người khác thuộc trường phái Karma Kagyu của Phật giáo Tây Tạng.
Phật giáo ở Kyrgyzstan chỉ có một cộng đồng Phật giáo đã đăng ký tên là “Chamsen”, tồn tại từ năm 1996 và thành viên của họ chủ yếu bao gồm người Hàn Quốc, Nga và Kyrgyzstan. Ngoài ra còn có các để tử của các phái Phật giáo khác như Nipponzan Myohoji và Karma Kagyu trong nước.

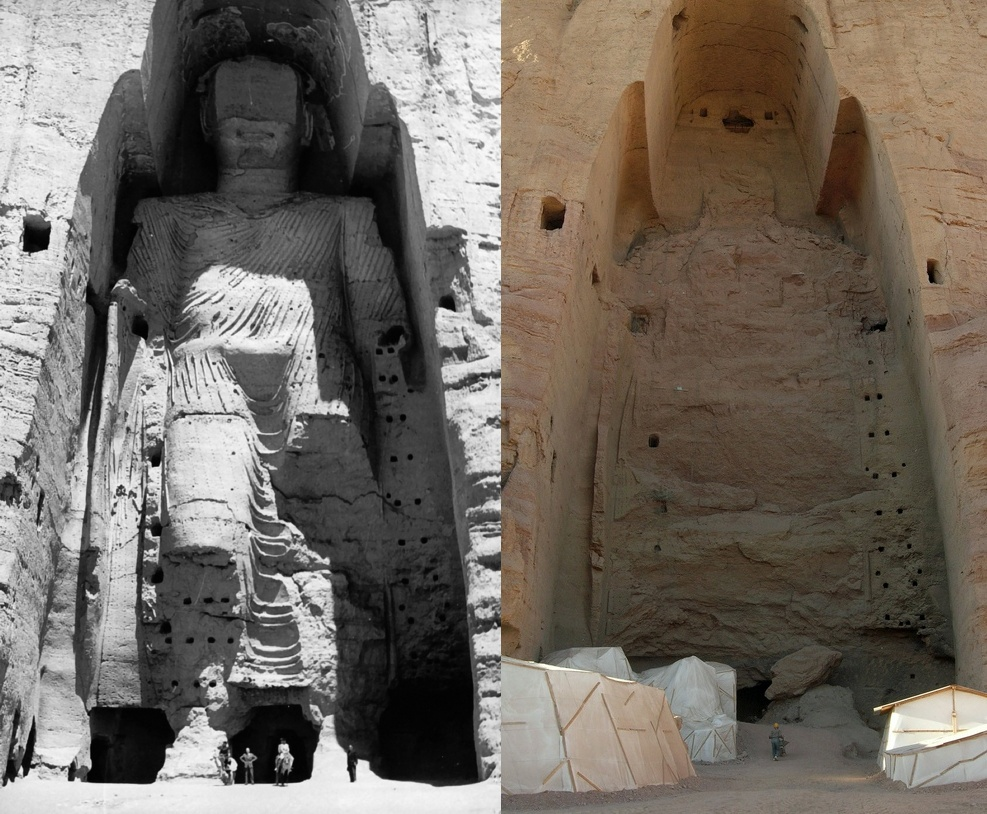
Tượng Phật lớn, cao hơn 55 mét năm 1963 và năm 2008 sau khi bị phá hủy.

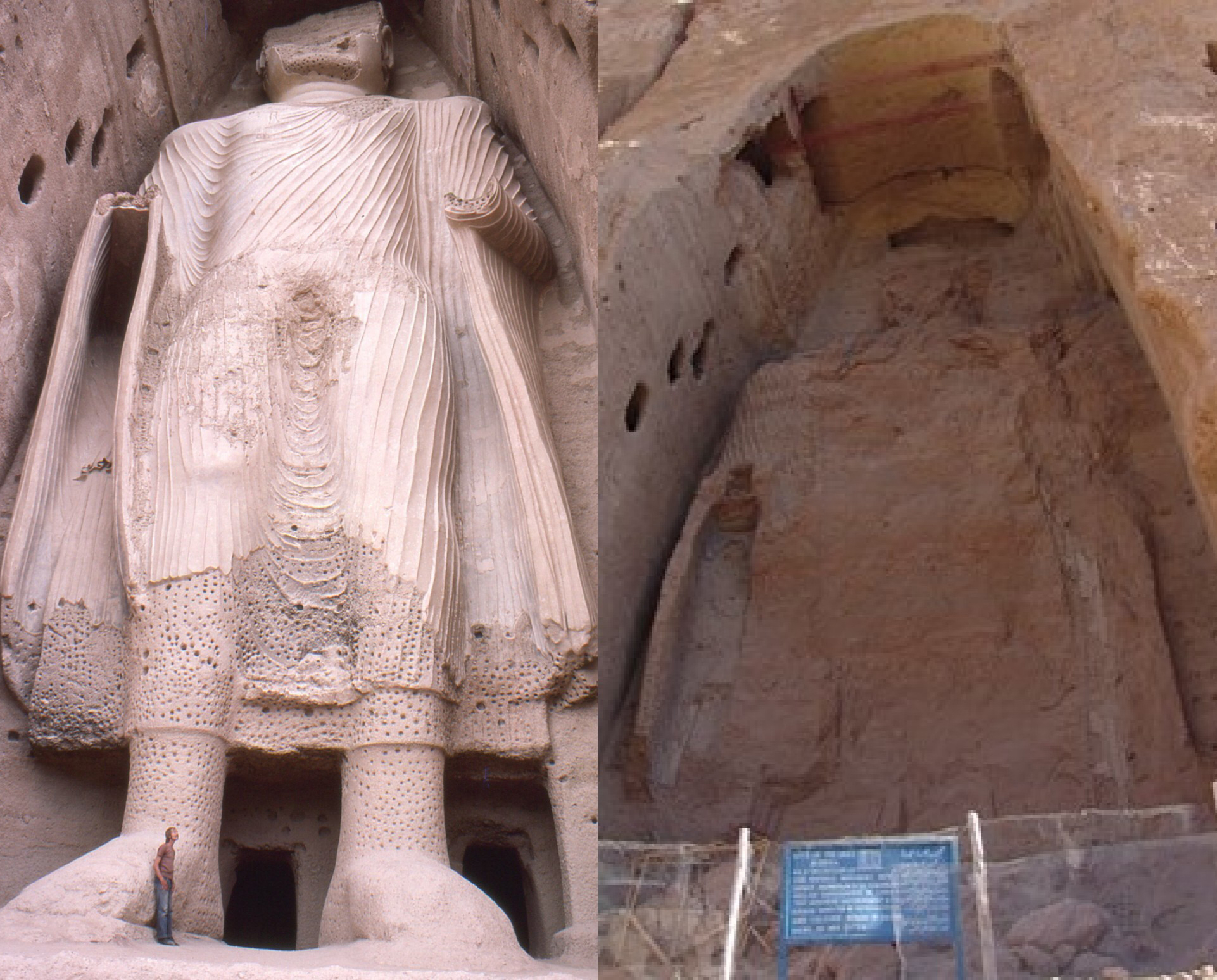
Tượng Phật nhỏ, cao 38 mét, trước và sau khi bị phá hủy.

Taliban Afghanistan đã phá hủy các bức tượng Phật giáo và các thánh tích khác ở tỉnh Bamyan vào năm 2001. Họ cũng đàn áp các tôn giáo khác.

## Tỷ lệ Phật tử theo quốc gia
Dưới đây là tỷ lệ % Phật tử ở một số quốc gia Trung Á từ nhiều nguồn khác nhau:
| Quốc kỳ | Quốc gia     | Dân số(2007E) | % Phật tử | Tổng   |
| ------- | ------------ | ------------- | --------- | ------ |
|         | Kazakhstan   | 15.422.000    | 0,50%     | 81,843 |
|         | Kyrgyzstan   | 5.317.000     | 0,35%     | 18.610 |
|         | Tajikistan   | 7.076.598     | 0,1%      | 7,076  |
|         | Turkmenistan | 5,097,028     | 0,1%      | 5,097  |
|         | Uzbekistan   | 27.780.059    | 0,1%      | 5.300  |

## Hình ảnh

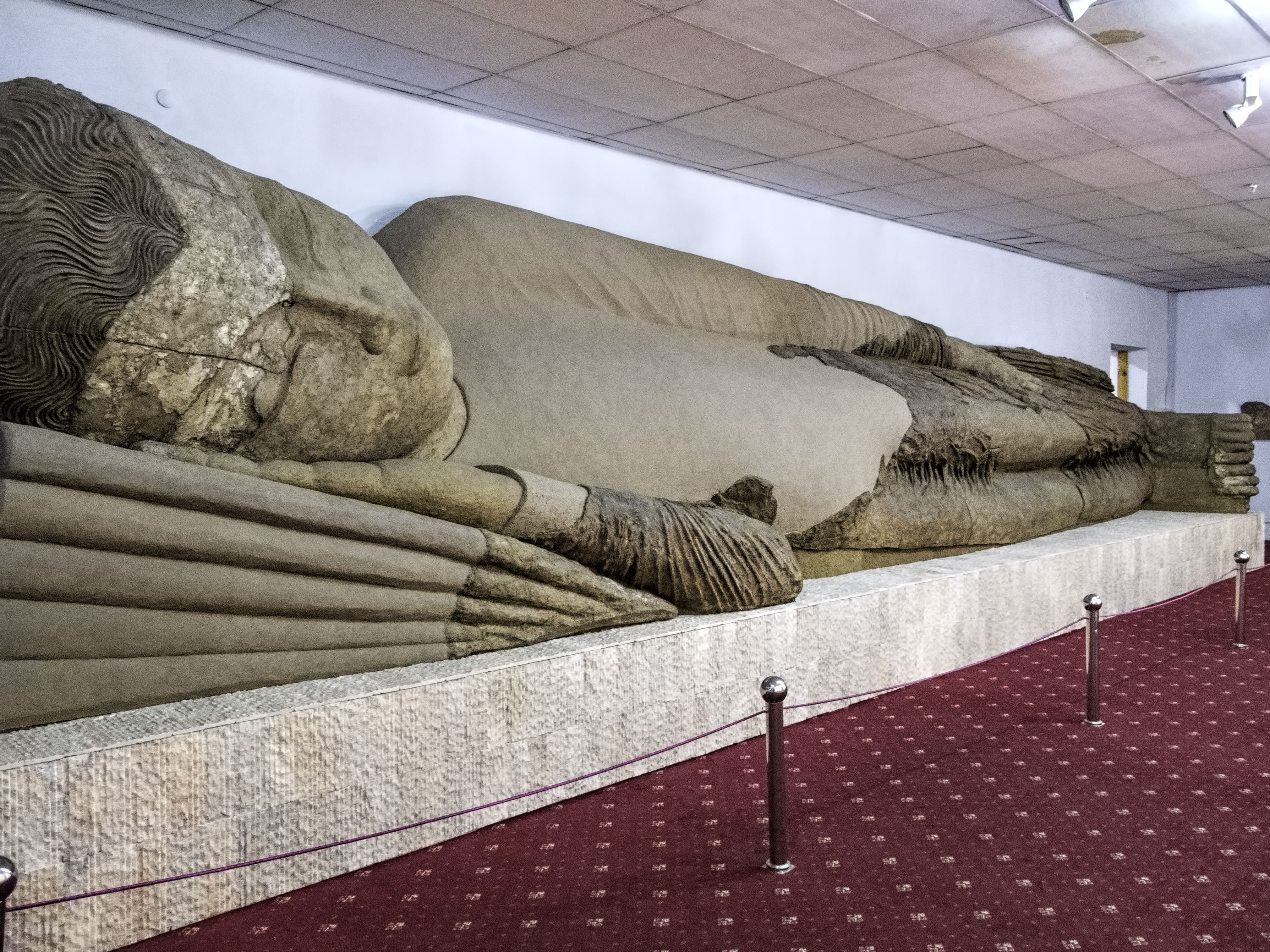
Đức Phật nhập niết bàn, tượng Phật nằm thế kỷ thứ 7-8 sau Công nguyên, dài 12 mét (39 feet).
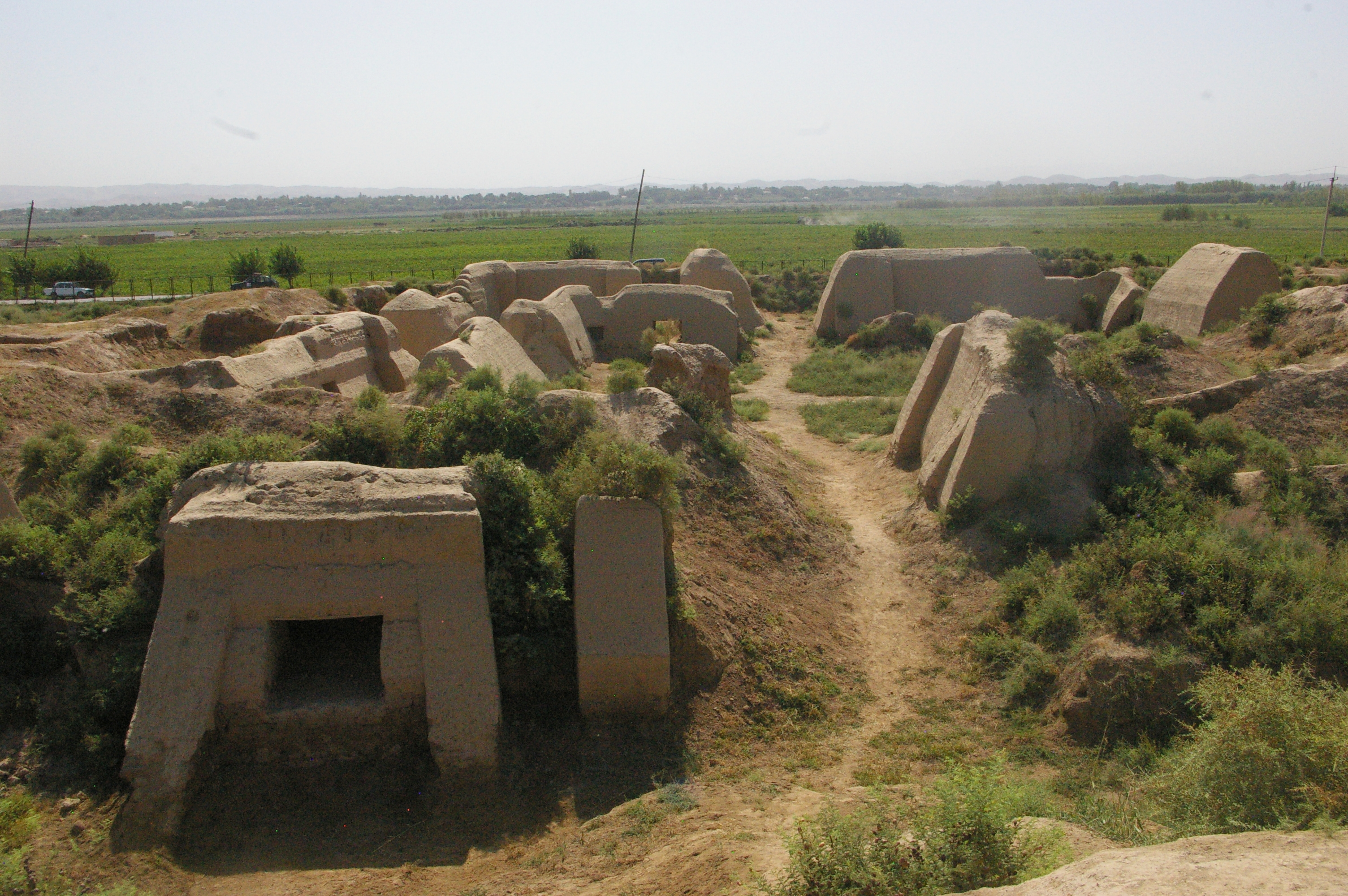
Tu viện Phật giáo Ajina-Tepa, gần Kurgan-Teppa, Tajikistan
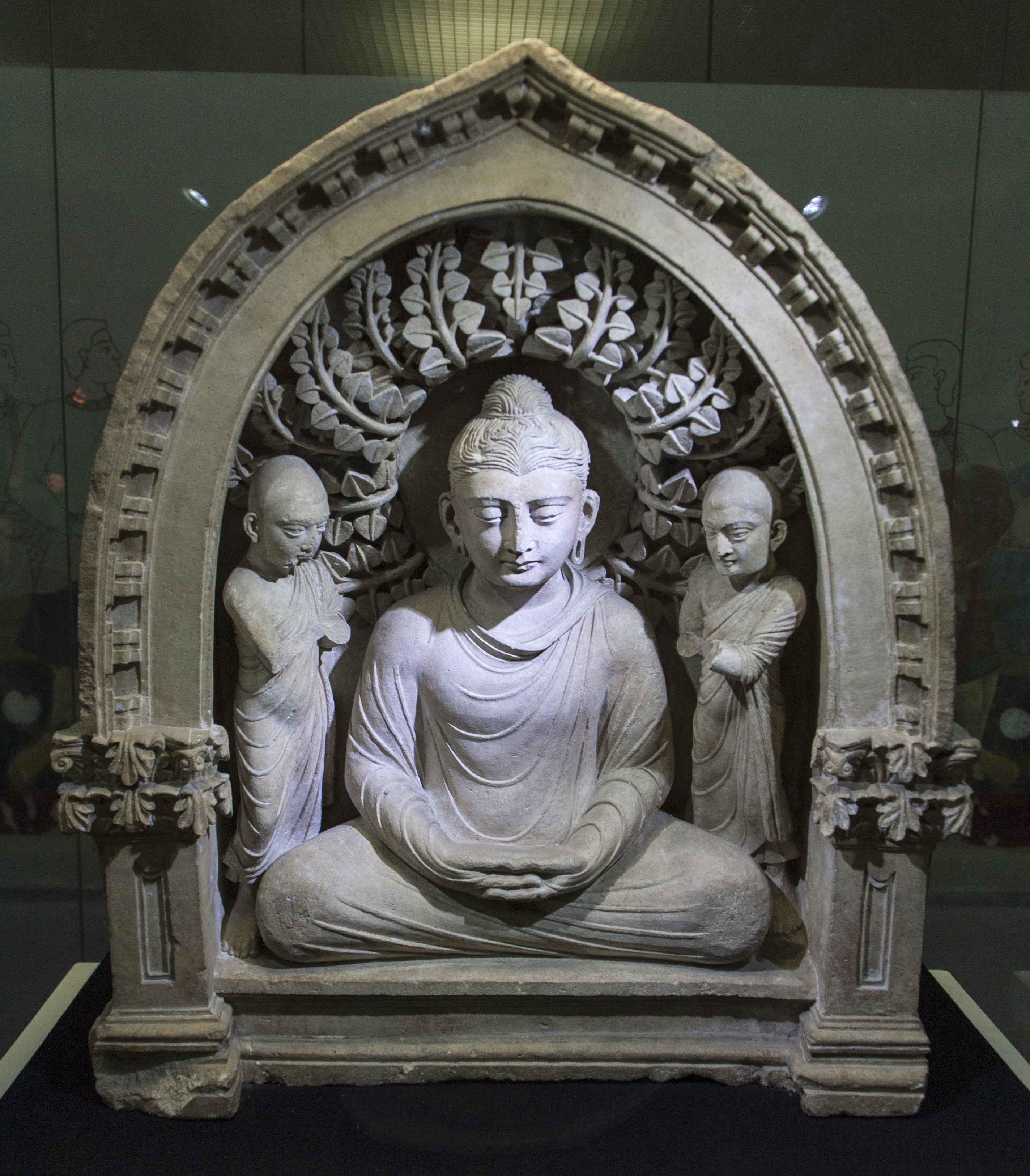
Thế kỷ I-III. Fayaztepa. Termez cũ, Uzbekistan
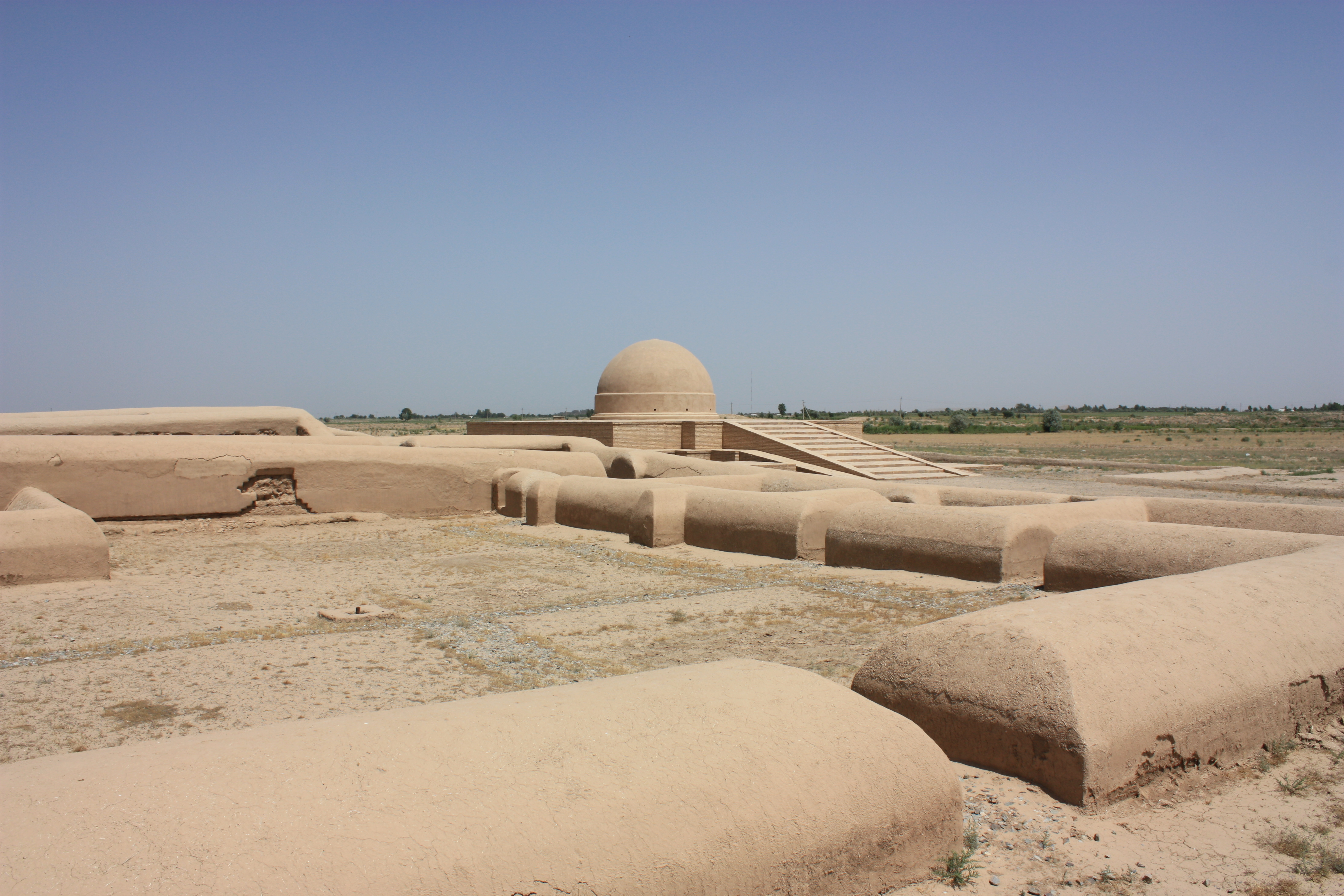
Fayoz Tepe